# ألترا ماراثون
ألترا ماراثون هو أي سباق أطول من سباقات الماراثون التقليدية التي تبلغ 42.195 كيلومترًا (26 ميل 385 ياردة). تختلف مسافات الألترا ماراثون ويبلغ طول أقصر سباق 50 كيلومترًا (31 ميلًا) بينما السابقات الطويلة يمكن تصل لأكثر من 100 كيلومتر (62 ميل).